# لذیذ (ترانه جاستین بیبر)
 «لذیذ» (به انگلیسی: Yummy) ترانه‌ای از خواننده کانادایی جاستین بیبر است. این ترانه در تاریخ ۳ ژانویه ۲۰۲۰ به‌همراه یک ویدیوی متن ترانه، توسط دف جم رکوردینگز و به‌عنوان تک‌آهنگ اصلی آلبوم استودیوی پنجم بیبر، تغییرات، منتشر شد. بیبر در روز انتشار ترانه به سرویس شبکه اجتماعی اشتراک گذاری ویدیو تیک‌تاک پیوست.